# キヤノンの銀塩コンパクトカメラ製品一覧
キヤノンの銀塩コンパクトカメラ製品一覧はキヤノンが製造して来た銀塩コンパクトカメラの一覧である。

## 110フィルム使用カメラ
- キヤノン110ED（1975年3月発売） - レンジファインダー機能付き、26mmF2.0のレンズを搭載したカメラで、当時110フィルムを使用するカメラの中では高級機に属した。デート機能付き。
- キヤノン110E（1975年3月発売） - 110EDからレンジファインダー・デート機能を外し、レンズをF2.7にした廉価版。
- キヤノン110ED20（1977年9月発売） - 110EDをモデルチェンジしたもの。ISO400のフィルム感度設定に対応。

## 126フィルム使用カメラ
- キヤノマチックM70 （1970年3月発売） - 「126フィルム」使用

## 135フィルム使用カメラ

### キヤノネットシリーズ
1961年より発売され社会現象にまでなったベストセラーのシリーズ。24×36mm（ライカ）判。

### デミシリーズ
1963年より発売された18x24mm（ハーフ）判カメラのシリーズ。

#### ダイアル35シリーズ
1963年に発売された18x24mm（ハーフ）判カメラのシリーズ。スプリングによる自動巻き上げ。
- キヤノンダイヤル35（1963年11月発売）
- キヤノンダイヤル35-2（1968年4月発売）

### オートボーイシリーズ
1979年より発売されたオートフォーカスコンパクトカメラシリーズ。

### スナッピィシリーズ
1982年より発売された簡略なコンパクトカメラシリーズ。
- スナッピィ50（1982年7月発売） - 4枚目にプラスチックモールド非球面レンズを含む4群4枚の35mmF3.5。ピント合わせは2点ゾーンオートフォーカス。
- スナッピィ20（1982年7月発売） - スナッピィ50をF4.5レンズの固定焦点に簡略化したモデル。
- スナッピィS

### その他の機種
- キヤノンキヤノデートE（1970年12月発売）/キヤノンキヤノデートE-N（1973年3月発売）- 日付写しこみ機能のパイオニア、距離計連動式でプログラム式の電子シャッター装備。レンズはキヤノンレンズ40mmF2.8。キヤノンキヤノデートE-Nは、電池消耗時のシャッターロック機構を追加したマイナーチェンジモデル。ピントリングや日付ダイヤル、正面の「E」の文字の色も変更されている。
- キヤノンデートマチック（1974年11月発売）- キヤノンキヤノデートE-Nの機能をそのままに大幅に軽量化された機種。距離計連動式でプログラム式の電子シャッター装備。レンズは40mmF2.8。
- キヤノンA35デートルクス（1977年10月発売）/キヤノンA35F（1978年3月発売）- キヤノンで初めてフラッシュを内蔵したカメラ。プログラムAE、距離計連動式、デート機能・フラッシュマチック（CAFS）搭載。レンズはキヤノンレンズ40mmF2.8。「ナイター」の別名がある。キヤノンA35Fは輸出用機種で、日付写しこみ機能を搭載していない。
- キヤノンBF35QD-N（1994年4月発売） - レンズは3群3枚32mmF5.6固定。
- キヤノンCB32QD（1995年3月発売） - レンズは3群3枚35mmF4.5固定。

## ラピッドフィルム使用カメラ
- デミラピッド（1965年6月発売）
- ダイアルラピッド（1965年10月発売）

## IX240フィルム使用カメラ

### IXYシリーズ
APS対応コンパクトカメラ。北米では「ELPH」、欧州・アジア・オセアニアでは「IXUS」として販売された。